# Alfonso Sánchez de Portugal
Alfonso Sánchez de Portugal (antes de 1289-1329). Noble del reino de Portugal, trovador e hijo bastardo, después legitimado el 8 de mayo de 1304, y predilecto de Dionisio I de Portugal, tenido de Aldonza Rodríguez Talha, y pretendiente al trono portugués.
Fue señor de Alburquerque, en la Extremadura española y fue ahí donde construyó un castillo en el que más tarde Inés de Castro vivió varios años. Se le debe a él y a su esposa, Teresa Martínez de Meneses, la fundación del convento de Santa Clara de Vila do Conde, donde ambos están sepultados. En 1722, fue abierto el proceso de beatificación de este matrimonio.

## Conflicto con Alfonso IV
La reina Isabel llamó para la corte a todos los hijos del rey, incluso los bastardos, proporcionándoles igual calidad de educación. Por esta proximidad, y con certeza por otras razones, Dionisio dedicaba a Alfonso Sánchez una estima especial, a punto de entregarle el cargo de mayordomo de palacio.
Esa relación provocó un violento desagrado del legítimo heredero del trono, el infante Alfonso el Bravo. El resultado fue una guerra civil (1319-1324) entre padre e hijo. A pesar de las varias escaramuzas, el punto máximo de este conflicto fue la batalla de Alvalade, que acabó por la intervención de la reina.
Con la subida al trono de Alfonso IV, este exilió a su medio hermano a Castilla. El infante trovador allí intentó maniobras políticas y militares para tomar el trono. Después de varias tentativas de invasión fallidas, una de las más importantes la de 1326, los hermanos firmaron un tratado de paz, una vez más con el patrocinio de la reina madre Isabel.

## Trovadorismo

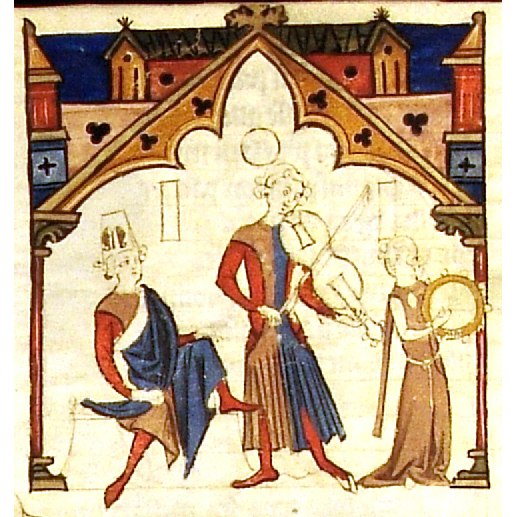
Miniatura del Cancioneiro da Ajuda.

Como su padre, Alfonso Sánchez se distinguió también como trovador. Se conservan quince composiciones: seis cantigas de amor, cuatro cantigas de escarnio y maldecir, dos cantigas de amigo, además de otras dos composiciones de género incierto y una tenson con el también trovador Vasco Martinz de Resende.

## Matrimonio y descendencia
De su matrimonio celebrado antes de febrero de 1306 con Teresa Martínez de Meneses, V señora de Alburquerque, hija de Juan Alfonso Téllez de Meneses, I conde de Barcelos, y de Teresa Sánchez, hija ilegítima del rey Sancho IV de León y Castilla, nació Juan Alfonso de Alburquerque, llamado el del Ataúd, que fue VI señor de Alburquerque.